# Дворкин, Илья Саулович
Илья Саулович Дворкин (23 июля 1954, Ленинград, СССР) — израильский и российский философ, историк, специалист по еврейской культуре и образованию. Организатор и ректор Петербургского института иудаики (ПЕУ) (бывший Ленинградский открытый еврейский университет) с 1989 по 1997 годы, руководитель образовательных проектов Международного центра университетского преподавания еврейской цивилизации (в прошлом Центр Чейза), исследователь философии диалога как единой философской системы.

## Биография
Илья Дворкин родился в 1954 году в Ленинграде, ныне Санкт-Петербург. В 1981 году закончил СЗПИ (ныне Северо-Западный
открытый технический университет) и защитил там диплом по логике и прикладной математике на дневном отделени. В дальнейшем сфера его интересов переместилась в область философии и историю культуры. В 1989 году стал организатором и ректором Петербургского еврейского университета (ПЕУ), что возродило изучение и преподавание иудаики в России. Участвовал в многочисленных академических программах в том числе был гостевым исследователем в Гарвардском университете в 1995 году. В 1998 г. закончил аспирантуру без защиты диссертации в Институте философии РАН по теме «герменевтика Маймонида». С 1998 — в Израиле, преподавал в Иерусалимском университете. Был координатором разработки учебных программ для еврейских школ бывшего Советского Союза (совместный проект Иерусалимского университет и Министерства образования Израиля), а также проекта по подготовке учителей еврейских школ (совместный проект Иерусалимского университета и МГУ). Также неоднократно преподавал на философских факультетах в МГУ и СПГУ. Руководитель проекта «Самбатион» и образовательных проектов Центра Чейза Еврейского университета, занимался организацией международных научных конференций.

## Научная деятельность
Защитил дипломную работу по теме «Рефлексивный логический метод в анализе сложных систем», опубликовал первые печатные работы по этой тематике в 1980-х годах, учился у В. С. Библера, Г. П. Щедровицкого, П. П. Гайденко. Занимался и семиотикой, являлся активным участником семинара по семиодинамике и других неформальных научных объединений. В 1982-83 годах предложил логико-семантическую концепцию, которая получила название «Арифмология». 9-12 июня 1982 года в Пущино состоялся всесоюзный семинар «Арифмологические аспекты классиологии».
В начале 80-х начал интенсивно заниматься иудаикой и примкнул к еврейскому культурному движению, учился в Иешиве рава A. Штейнзальца. Начиная с середины 1980-х годов стал проводить энтографические экспедиции по исследованию исчезнувших форм еврейской жизни на территории СССР.
В 1989 г на основе экспедиций и других научно-образовательных проектов организовал в 1989 году Петербургский институт иудаики (ПЕУ, Петербургский Еврейский Университет), ректором которого являлся до 1998 года. Университет стал важным центром изучения и преподавания иудаики, исследования еврейской истории, развития еврейского образования и формирования новой еврейской общины. С 1990 по 1998 г. ПЕУ совместно с Иерусалимским университетом провел более сорока исследовательских экспедиций в Белоруссии, Украине, Литве, Латвии, Узбекистане, Грузии и других странах. В рамках этих экспедиций, многие из которых проходили под прямым руководством И.Дворкина было собрано более 10000 фотографий, 300 часов аудио и видео записей. Одной из важных тем исследования И.Дворкина в тот период стала история бухарских евреев. При этой главной областью исследований оставалась философия.
Позже учился в Еврейском университете в Иерусалиме.
В 1998 г. он подготовил в Институте философии (РАН) в Москве диссертацию по философии Маймонида, но в этом же году репатриировался в Израиль, работал в Еврейском Университете в Иерусалиме. В качестве главной философской специальности называет философию диалога. Автор 9 книг и 80 публикаций. Среди них такие капитальные труды, как подготовка академического издания главного философского труда Франца Розенцвейга «Звезда избавления», снискавшие высокие оценки специалистов.

## Семья
Женат, пятеро детей. Имеет дочь от первого брака.

### Книги
- Редактор-составитель и автор вводных статей Илья Дворкин. Антология еврейской философии Нового и Новейшего времени. — М., Иерусалим: Библиотека М. Гринберга; Книжники, 2022. — 928 с. — (Изыскания в еврейской мысли). — ISBN 978-5-905826-44-3.
- Илья Дворкин, Маркиэл Фазылов. Популярная история бухарских евреев. — VK-2000, 2018. — 320 с.
- Франц Розенцвайг. Человек и звезда. Биография Франца Розенцвейга. В книге «Звезда Искупления». / Отв. ред. и сост. И. Дворкин, пер. с нем. яз. Е. Яндугановой. — М.: Мосты культуры/Гешарим, 2017. — 544 с. — ISBN 978-5-93273-445-2.
- И. Дворкин. Еврейские местечки, города, общины в перспективе личной и семейной истории.. — М., 2010.
- И. Дворкин. Еврейские классические тексты. Искусство перечитывания. — М., 2010.
- И. Дворкин. Еврейская культура в образах, символах и произведениях искусства.. — М., 2010.
- И. Дворкин. Сон раби Хони га-Меагела. — СПб.- Иерусалим, 1999.
- сост. и пер. И. Дворкин. Это книга порождений человека. — СПб.: Петербург. еврейский ун-т, 1998. — ISBN 5879910504.
- Под редакцией Ильи Дворкина. Ленинградская агада (The Leningrad Children's Haggadah) (англ.). — СПб.: Petersburg Jewish University, 1996. — 128 p.
- Сост. И. С. Дворкин. Евреи в Средней Азии. Прошлое и настоящее: Экспедиции, исследования, публикации: Сб. науч. тр. / Отв. ред. Т. Д. Вышенская. — СПб.: Петерб. евр. ун-т, 1995.

### Статьи
- Ilya Dvorkin. I. The Interaction of Continental and Analytical Philosophy in the Development of the Philosophy of Dialogue. (англ.) // Philosophies : Magazine. — 2024. — Т. 9, № 127. — doi:10.3390/philosophies9040127.
- Дворкин И.С. Что такое философия диалога. Историческое взаимодействие разных школ // Вопросы философии. — 2022. — № 5. — С. 47—58. — doi:10.21146/0042-8744-2022-5-47-58.
- Ilya Dvorkin. Rosenzweig and Bakhtin. Hermeneutics of Language and Verbal Art in the System of the Philosophy of Dialogue (англ.) // RUDN Journal of Philosophy. — 2022. — Т. 26, № 3. — С. 537—556. — ISSN 2313-2302. — doi:10.22363/2313-2302-2022-26-3-537-556.
- Ilya Dvorkin. Kant’s Concept of Space and Time in the Light of Modern Science (англ.) // Studies in Transcendental Philosophy. — 2021. — Т. 2, вып. 2. — ISSN 2713-2668. — doi:10.18254/S271326680016904-4.
- Ilya Dvorkin. The Concept of Grammatical Organon in the Star of Redemption by Rosenzweig (англ.) // Religions : Magazine. — 2021. — Т. 12, вып. 11, № 945. — doi:10.3390/rel12110945.
- Дворкин И. С. Еврейское образование на русском языке. (1967-1998) (ру) // Истоки : Ежегодник ЕАЕК. — 2020—2021. — С. 266—291.
- Ilya Dvorkin. Герменевтика Аристотеля и герменевтика софистов с точки зрения философии диалога. Часть I // Вестник Российского университета дружбы народов. — 2020. — Т. 24, № 3. — С. 480—501. — doi:10.22363/2313-2302-2020-24-3-480-501.
- Dvorkin I. The Place of Hermann Cohen’s Ideas in the Philosophy of Dialogue (англ.) // Kantian Jounal : журнал. — 2020. — Vol. 39, no. 4. — P. 62—94. — doi:10.5922/0207-6918-2020-4-3.
- Ilya Dvorkin. Герменевтика Аристотеля и герменевтика софистов с точки зрения философии диалога. Часть 2 // Вестник Российского университета дружбы народов. — 2021. — Т. 25, № 1. — С. 103—120. — doi:10.22363/2313-2302-2021-25-1-103-120.
- Ilya Dvorkin. Philosophy of dialog: a historical and systematic introduction (англ.) // JUDAICA PETROPOLITANA : АКАДЕМИЧЕСКИЙ ЖУРНАЛ. — СПб., 2020. — № 13. — С. 6—24.
- Дворкин И. С. Место идей Германа Когена в философии диалога // Кантовский сборник. — Калининград: Балтийский федеральный университет им. Иммануила Канта, 2020. — Т. 39, № 4. — С. 62—94.
- Ilya Dvorkin. Hermann Cohen and the Philosophy of Dialogue (англ.) // Proceedings of the 4th International Conference on Contemporary Education, Social Sciences and Humanities : Materials of conferences. — Atlantis Press, 2019. — Т. 329. — ISBN 10.2991/iccessh-19.2019.39. — ISSN 2352-5398. — doi:10.2991/iccessh-19.2019.39.
- I. Dvorkin. Jewish philosophy as a Direction of the World philosophy of Modern and Contemporary Times (англ.) // RUDN Journal of Philosophy. — Российский университет дружбы народов, 2019. — Т. 23, № 4. — С. 430—442. — doi:10.22363/2313-2302-2019-23-4-430-442.
- Dvorkin I. From Correlation to Gestalt. Cohen's and Rosenzweig's Foundations of Dialogue Philosophy (англ.) // Filosofia. Rivista annuale Quarta Serie.. — Милан: Mimesis, 2018.
- Дворкин И.С. Между пророчеством и чистым разумом. Как возможна еврейская философия // JUDAICA PETROPOLITANA : журнал. — СПб., 2014. — № 3. — С. 10—33. — ISSN 2307-9053.
- Дворкин И. С. На пути к философии диалога // Толерантність та діалог в сучасному світі // Філософські діалогни. — Киев, 2013. — С. 112—171.
- Дворкин И.С. В поисках лица. Философские и мистические источники понятий Я, Ты, Он, Оно, Мы в философии диалога // JUDAICA PETROPOLITANA. — СПб., 2018. — № 9. — С. 20—45. — ISSN 2307-9053.
- Илья Дворкин. Астролябия. Путеводитель по философии Франца Розенцвейга. В книге «Звезда Искупления».. — М.: Мосты культуры/Гешарим, 2017. — С. 469—512. — 544 с. — ISBN 978-5-93273-445-2.
- Дворкин И.С. ОГОНЬ И ЛУЧИ. ФИЛОСОФИЯ ИУДАИЗМА И ХРИСТИАНСТВА  В «ЗВЕЗДЕ ИЗБАВЛЕНИЯ» Ф. РОЗЕНЦВЕЙГА // JUDAICA PETROPOLITANA : АКАДЕМИЧЕСКИЙ ЖУРНАЛ. — Иерусалим, СПб: Академия  Исследования Культуры, 2016. — № 6. — ISSN 2307-9053.
- Илья Дворкин. Аналитическое введение в философию диалога // Метафизика : Научный журнал. — 2016. — Т. 22, № 4. — С. 8—27.
- Дворкин И.С. Сущий и существующий. Преодоление метафизики у Когена, Хайдеггера и Левинаса // JUDAICA PETROPOLITANA : АКАДЕМИЧЕСКИЙ ЖУРНАЛ. — СПб., 2013. — № 1. — С. 155—173.
- Golda Akhiezer, Ilya Dvorkin. Tombstone Inscriptions from the Karaite Cemeteries in Lithuania (иврит) = ивр.  כתובות המצבות מבתי העלמין הקראיים בליטא‎ // Pe’amim: Studies in Oriental Jewry. — Иерусалим: Yad Ben Zvi[англ.], 2004. — Т. 4, № 98/99. — С. 225—260.
- Дворкин И. С. Ты и Оно. По следам М. Бубера и З. Фрейда // Вопросы философии : журнал. — 2002. — № 4. — С. 3—16. — ISSN 0042-8744.
- Дворкин И.С. «Маймонид». Статья в энциклопедии // Новая философская энциклопедия. — М., 2001. — Т. 4.
- Дворкин И. С. Старое еврейское кладбище в г. Меджибоже. В книге "История евреев на Украине и в Белоруссии экспедиции, памятники, находки. Сборник научных трудов." / Отв. редактор: В.А. Дымшиц. — СПб.: Петербургский еврейский университет, Институт исследований еврейской диаспоры, 1994. — С. 185—213.